# 贾斯廷·贝斯特
贾斯廷·贝斯特（英語：Justin Best，1997年8月17日—），美国男子赛艇运动员。他曾代表美国参加2020年和2024年夏季奥林匹克运动会赛艇比赛，其中2024年奥运会获得一枚金牌。